# Беляева, Валентина Ефимовна
Валентина Ефимовна Беляева (27 февраля 1925 — 27 марта 2015) — советская актриса кино и дубляжа.

## Биография
Валентина Беляева родилась 27 февраля 1925 года в деревне Нижнее Селище в большой крестьянской семье. В деревне была только начальная школа, поэтому старшая сестра забрала её в Ленинград, где Валентина Беляева училась в 178-й средней школе, занималась танцами, а затем и в драмкружке. В августе 1941 года была эвакуирована на станцию Усть-Ишим Омской области, где стала работать в железнодорожном училище и играла в местном драмкружке при клубе железнодорожников. В 1944 году поступила в студию при Омском драматическом театре, стала ведущей актрисой театра.
В 1947 году после 3-го курса театрального училища переехала в Москву и поступила на 2-й курс актёрского факультета ВГИКа (мастерская Михаила Ромма), окончив который в 1951 году поступила в Театр-студию киноактёра, прослужив там до ухода на пенсию в 1982 году.
Умерла 27 марта 2015 года. Похоронена на Кунцевском кладбище рядом с мужем.

### Семья
- Муж — кинорежиссёр Илья Яковлевич Гурин (1922—1994).

## Фильмография
1. 1951 — Сельский врач — Лиза, подруга Татьяны (нет в титрах)
2. 1953 — Случай в тайге — Мария, меткий стрелок
3. 1954 — Анна на шее — эпизод (нет в титрах).
4. 1955 — Педагогическая поэма — Любовь Савельевна Джурицкая
5. 1955 — Салтанат — секретарша
6. 1956 — Дело № 306 — санитарка (нет в титрах)
7. 1956 — Обыкновенный человек — ассистентка молодого учёного Алексея Ладыгина
8. 1956 — Сердце бьется вновь… — Людмила Николаевна, врач (нет в титрах)
9. 1957 — Екатерина Воронина — мать Екатерины
10. 1957 — Коля дома один (короткометражный) — Михеева
11. 1957 — Четверо — Анна Хорькова, жена Андрея Ильича
12. 1958 — Я не могла сказать (короткометражный) — Валентина Сергеевна, врач-фтизиатр
13. 1958 — Память сердца — Савёлова, жена председателя
14. 1959 — Золотой эшелон — Серафима Ивановна, мать Нади
15. 1960 — Тучи над Борском — тётка Мити, сектанка
16. 1961 — Битва в пути — эпизод
17. 1961 — В трудный час — мать убитого
18. 1961 — Девять дней одного года — Татьяна Абрамовна, врач медсанчасти института
19. 1961 — Евдокия — подруга Евдокии
20. 1962 — Когда разводят мосты — мать Валерки, Анна Михайловна
21. 1963 — При исполнении служебных обязанностей — врач
22. 1964 — Верьте мне, люди — Анохина, жена полковника милиции
23. 1964 — Вызываем огонь на себя (2-я серия) — Мария
24. 1964 — Казнены на рассвете... — Мария Алексеевна Ананьина, акушерка, хозяйка подпольной лаборатории в Парголове
25. 1965 — Сквозь ледяную мглу — Анни
26. 1965 — Совесть — Зуева
27. 1967 — Дай лапу, Друг! — мать Тани
28. 1967 — Поиск — Ольга Сергеевна
29. 1968 — Наши знакомые — Анна, жена Аркадия Осиповича
30. 1970 — В Москве проездом… — Валентина Петровна Емельянова, приемная мать Лены, дочь Клавдии Ивановны
31. 1970 — Руины стреляют… — Полина Михайловна
32. 1971 — Мальчики — Мария Николаевна, врач-фониатор
33. 1971 — Седьмое небо — народный судья
34. 1972 — Сибирячка — метеоролог (нет в титрах)
35. 1973 — Берега — Анна Кондратьевна
36. 1973 — Возврата нет — учительница
37. 1973 — Возле этих окон… — мать Михаила, школьная учительница (нет в титрах)
38. 1973 — Своя земля — Парася
39. 1974 — Небо со мной — майор, гостья
40. 1976 — 100 грамм для храбрости (история 2-я «По законам гостеприимства») — член президиума (нет в титрах)
41. 1978 — Супруги Орловы — соседка Орловых
42. 1979 — Старые долги — Надежда Николаевна Орлова, первая жена Кочнева
43. 1980 — Мелодия на два голоса — прохожая
44. 1981—1983 — Россия молодая (серии 5, 6, 8) — княгиня Авдотья
45. 1988 — Убить дракона — эпизод

## Озвучивание
- 1956 — Канал (ПНР)
- 1960 — Крестоносцы (ПНР)
- 1969—1970 — Кыз Жибек («Казахфильм») — Айгоз (роль Гульфайрус Исмаиловой)
- 1971 — За рекой — граница («Туркменфильм») — Солтан (роль М. Бабаевой)
- 1971 — Наследники военной дороги (латыш. «Kara ceļa mantinieki») — жена Жигура (роль В. Мелнбарде)
- 1971 — Незадачливые похитители («Грузия-фильм»)
- 1972 — Подводя черту (Ties riba; Литовская киностудия) — Моника (роль Даны Руткуте)
- 1974 — Возвращение Белого Клыка (Ritorno di Zanna Bianca; Италия, Франция)
- 1975 — Незваные гости — Макринэ (роль Гулчины Дадиани)
- 1976 — Поле Айсулу (Киргизфильм) — мать Айсулу (роль Л. Календеровой)
- 1977 — Боевой кузнечик («Саратовтелефильм», мультипликационный)